# Johannes Herdegen
Johannes Erhard Alex Herdegen (* 24. Juni 1903 in Unterhain; † 1980 in Berlin) war ein deutscher Wirtschaftswissenschaftler und Politiker der LDP(D) in der DDR. Von 1947 bis 1952 war Herdegen Oberbürgermeister von Jena. Kurzzeitig war er für die LDPD Volkskammerabgeordneter.

## Werdegang
Herdegen wurde 1903 als Sohn eines Volksschullehrers in Unterhain geboren. Zwischen 1909 und 1912 besuchte er die Volksschule, anschließend bis 1915 die Mittelschule in Kahla. Danach wechselte Herdegen an eine Oberrealschule in Jena, die er 1922 mit dem Abitur verließ. An die Schulzeit schloss sich ein Studium der Rechts- und Staatswissenschaften an den Universitäten in Wien und Jena an, welches er 1928 mit dem Titel Dr. rer. pol abschloss. Nach kürzeren Beschäftigungen als Werkstudent in der Braunkohlegrube Litzendorf und beim Verband deutscher Luxusporzellanfabriken in Weimar fand Herdegen seine erste längere Anstellung als wissenschaftlicher Mitarbeiter beim Landesgemeinderat in Weimar. Von 1929 bis 1930 war er Angestellter im Deutschen Landgemeindetag und im Verband der preußischen Landgemeinden. Zwischen 1933 und 1937 wirkte er als wissenschaftlicher Mitarbeiter im Landesarbeitsamt Brandenburg in Potsdam, danach kurzzeitig am Arbeitsamt Teltow. Anschließend wechselte Herdegen als wissenschaftlicher Mitarbeiter an das Landesarbeitsamt Niedersachsen in Hannover. Im Rahmen der Kriegsvorbereitungen der Deutschen Wehrmacht wurde Herdegen am 21. August 1939 einberufen. Im Kriegsverlauf erreichte er als höchsten Dienstgrad den eines Oberleutnants bei der 218. Infanteriedivision. Im Mai 1944 geriet Herdegen in sowjetische Kriegsgefangenschaft, aus der er im August 1947 entlassen wurde.
Herdegen kehrte nach Jena zurück, in die Stadt seiner Studienzeit. Bereits im Juli 1949 erhielt Herdegen durch das Ministerium für Volksbildung des Landes Thüringen einen Lehrauftrag für Finanzwissenschaft an der Jenaer Universität. Dort machte sich Herdegen einen Namen, so dass er im Sommer 1952 einen Ruf an die Martin-Luther-Universität Halle-Wittenberg erhielt, wo er fortan als Professor an der Wirtschaftswissenschaftlichen Fakultät tätig war.
Herdegen nahm am Aufstand vom 17. Juni 1953 an der Demonstration des Reichsbahnausbesserungswerks Halle teil. Am 21. November 1955 floh der Universitätsprofessor und Volkskammerabgeordnete mit seiner Familie nach West-Berlin. Im damals üblichen Notaufnahmeverfahren im Notaufnahmelager Marienfelde wurde Herdegen allerdings die Anerkennung als politischer Flüchtling versagt, die er wegen vorgegebener politischer Verfolgung beantragt hatte. Zusätzliche Brisanz erhielt die Causa Herdegen dadurch, als der Volkskammerpräsident und stellvertretende LDPD-Parteivorsitzende Johannes Dieckmann seinen Parteifreund über Herdegens Schwiegermutter schriftlich aufforderte, zurückzukehren und seine Flucht zu bereuen. Auch eine Wiedereinsetzung in alle Ämter stellte Dieckmann in Aussicht, ein für diese Zeit eher ungewöhnliches Angebot, was nur vor dem Hintergrund der propagandistischen innerdeutschen Auseinandersetzungen zu verstehen ist. Allerdings ignorierte Herdegen zunächst das Angebot und reiste nach der feststehenden Nichtanerkennung als politischer Flüchtling auf eigene Faust in die Bundesrepublik Deutschland aus. Nach damaligen Pressedarstellungen hoffte er, als Experte für Finanztheorie in der bundesdeutschen Wirtschaftswelt Fuß fassen zu können. Herdegen erhielt in der Folge durch das Ministerium für gesamtdeutsche Fragen unter Minister Jakob Kaiser ein Zimmer in einem Bonner Hotel gestellt und bezog eine kleine Rente. Eine Klage Herdegens vor dem Kölner Landesverwaltungsgericht gegen die Verweigerung der Notaufnahme wurde allerdings abgewiesen. Zudem scheiterten seine Bewerbungen bei bundesdeutschen Unternehmen, als seine politische Vergangenheit in der DDR zunehmend publik wurde. Daraufhin entschloss sich der Wirtschaftsprofessor im April 1956, mit seiner Familie wieder in die DDR zurückzukehren. Dort wurde seine Rückkehr in den Medien erwähnt und die üblichen Befragungen durch ausländische Geheimdienste und die Ostbüros von SPD und FDP im Notaufnahmelager Marienfelde als „Wühlarbeit“ gegen die DDR verurteilt. In politische Ämter kehrte Herdegen offensichtlich nicht mehr zurück, allerdings erhielt er wieder eine wissenschaftliche Anstellung, diesmal an der Hochschule für Ökonomie Berlin-Karlshorst. Nach seiner Berentung lebte Herdegen in Berlin, wo er 1980 starb.

## Politik
Noch während der Schulzeit trat Herdegen 1921 in die DDP ein, der er bis mindestens 1927 angehörte. Er war außerdem Mitglied im Reichsbund Deutscher Demokratischer Studenten. Im September 1947 trat er in Jena in die LDP ein. Diese war vor Ort politisch stark vertreten und stellte seit September 1946 mit Heinrich Mertens auch den Oberbürgermeister. Als dieser in Angst um die Sicherheit seiner Familie im Herbst 1947 in die Westzone floh, nominierte die LDP Herdegen als Nachfolger. Am 24. November 1947 wurde er schließlich zum Oberbürgermeister gewählt. Herdegen blieb bis zum August 1952 in diesem Amt und leitete damit die Stadtgeschicke in der Zeit des Wiederaufbaus. Bedingt durch diese Funktion gehörte Herdegen dem LDP-Landesvorstand Thüringen als Beisitzer an und war 1951/52 erster Vorsitzender im Kommunalpolitischen Ausschuss in der Zentralen Parteileitung der LDP. Darüber hinaus war er zeitweise Mitglied des Zentralvorstands der LDP. Wegen seiner universitären Lehrtätigkeit wurde er am 4. September 1952 aus dem Amt des Oberbürgermeisters von Jena verabschiedet. Parteipolitisch trat Herdegen nun nur noch in der zweiten Reihe in Erscheinung. Drei Monate nach seiner Flucht wurde am 21. Februar 1956 sein Ausschluss aus der LDPD beschlossen, in die er nach seiner Rückkehr am 3. Mai 1956 wieder aufgenommen wurde.
Auf dem II. Nationalkongress der Nationalen Front wurde er als LDP-Vertreter in den Nationalrat der Nationalen Front gewählt. Zu den Volkskammerwahlen am 17. Oktober 1954 kandidierte Herdegen für die LDP im Bezirk Halle und wurde als Abgeordneter in das DDR-Parlament gewählt. Er war vom Oktober 1954 bis zu seiner Flucht am 21. November 1955 Volkskammerabgeordneter.

## Ehrungen
- 1955 Vaterländischer Verdienstorden in Bronze.[9]